# Spedale di Santa Fina
Lo Spedale di Santa Fina si trova a San Gimignano. Oggi forma un complesso museale con l'ex-conservatorio di Santa Chiara, che comprende la Spezieria di Santa Fina, il Museo archeologico e la Galleria d'Arte Moderna e Contemporanea "Raffaele De Grada". 

## Storia
L'ospedale fu fondato nel 1253 con numerose elargizioni devozionali.
Ingrandito e modificato nel corso dei secoli, presenta attualmente una sobria facciata dalle forme tardo rinascimentali e conserva nell'ingresso un interessante complesso decorativo, con lunette affrescate da Sebastiano Mainardi, raffiguranti i "Santi Bartolo, Gimignano, Pietro martire e Niccolò", e due busti in marmo policromato del fiorentino Pietro Torrigiani. Le sculture, raffiguranti "Santa Fina e San Gregorio", furono realizzate a Roma nel 1498, su commissione del canonico Stefano Coppi, segretario del cardinale Riario.

## Spezieria di Santa Fina
Al primo piano dell'antico Spedale è riproposta l'antica Spezieria di Santa Fina, in origine annessa allo Spedale e acquisita dal Museo Civico nel 1906 . Nelle sale espositive sono conservati gli antichi contenitori in ceramica e in vetro per la conservazione dei medicamenti, la cui composizione è descritta negli antichi ricettari, anch’essi inclusi nell’allestimento. L’aspetto, l’atmosfera e le caratteristiche dell’antica Spezieria sono rievocate anche all'esterno, nel giardino in cui sono coltivati le piante ed i fiori che verosimilmente erano impiegati sia per scopi gastronomici che terapeutici.

## Museo archeologico
Il museo archeologico è ospitato nella loggia dal 1977. I reperti di epoca etrusca e romana provengono dal comprensorio sangimignanese (Poggio alla Città, Buggiano, Piattaccio, Ripa del Colle, Ranza) e sono essenzialmente ceramiche, urne e bronzi databili dal periodo orientalizzante all'epoca ellenistica. Il vasellame di produzione locale, soprattutto a vernice nera e "presigillata", testimonia l'influenza della vicina Volterra, così come le urne cinerarie con la figura del defunto sdraiato sul coperchio, che tiene in mano un piatto con l'obolo da pagare per il traghetto all'oltretomba.

## Galleria d'arte moderna e contemporanea Raffaele De Grada
La galleria rappresenta lo spazio espositivo più importante della città aperto al pubblico nel giugno del 2002.  Custodisce opere frutto di donazioni di artisti italiani dell'Ottocento e Novecento, oltre a offrire frequenti esposizioni temporanee. È stata dedicata a Raffaele De Grada che ebbe un legame speciale con la città: la scelse nel 1915 per sposare Magda Ceccarelli e di nuovo nel 1919 come residenza abituale. La galleria conserva alcune sue opere come Fuga in Egitto del 1920 e Il ponte degli Scopeti del 1925.
Data la limitata superficie espositiva, il progetto museologico, curato da Enrico Crispolti, propone in mostra solo una parte delle numerose opere appartenenti al Comune. La collezione permanente, oltre a Raffaele De Grada, comprende rappresentanti dell'arte figurativa dell'Ottocento toscano, come Niccolò Cannicci, e del novecento come Renato Guttuso, Sergio Vacchi, Vinicio Berti, Carmelo Zotti, Aligi Sassu, Luciano Bartolini, Marco Gastini, Ugo Nespolo, Vincenzo Ciardo, artisti in parte entrati in collezione dagli anni '70 in poi grazie al Premio De Grada per la pittura di paesaggio, istituito dal Comune nel 1960. Un'intera sala è dedicata a Giannetto Fieschi.
La recente acquisizione nel 2014 della Collezione Gianfranco Pacchiani comprende dipinti italiani fra anni '30 e '80 eseguiti da artisti quali Casorati, Campigli, Carrà, De Chirico, Sironi, Soffici, Mafai, Morlotti, Adami, Filippo De Pisis.